# 芒特克萊門斯
芒特克萊門斯（Mount Clemens）是美國密西根州的一個城市。根據2010年人口普查，芒特克萊門斯共有人口16,314人。同時芒特克萊門斯是馬科姆縣的縣治。1818年3月11日開始，芒特克萊門斯成為馬科姆縣的縣治。